# Pisopowina
La pisopowina es un alcaloide aislado de la corteza de Popowia pisocarpa (Annonaceae). [α]D = -152

## Derivados
Varios derivados de la pisopowetina han sido aislados de las raíces de Popowia pisocarpa: